# Národní jednota
Národní jednota (hebrejsky האיחוד הלאומי‎‎, ha-Ichud ha-leumi, anglicky National Union) byla izraelská ultrapravicová koaliční politická strana sestávající ze stran Achi, Moledet a Tkuma. Do roku 2003 byla součástí koalice strana Cherut – Národní hnutí a do roku 2005 strana Jisra'el bejtenu. Ve volbách do Knesetu v roce 2006 strana kandidovala společně s Národní náboženskou stranou a společně získaly 9 poslaneckých křesel (6 pro Národní jednotu). V roce 2013 se strana sloučila se stranou Tkuma do strany Národní jednota - Tkuma.

## Pozadí
Národní jednota byla založena roku 1999 s cílem vyhrát volby do Knesetu jako koalice stran Moledet, Tkuma a Cherut – Národní hnutí, a získala celkem 4 křesla. V roce 2001 strana měla téměř dvojnásobnou podporu poté, co se ke koalici stran připojila strana Jisra'el bejtenu.
Národní jednota byla po volbách v roce 2001 přizvána Arielem Šaronem do jeho vlády a předseda strany, Rechav'am Ze'evi byl jmenován ministrem cestovního ruchu, zatímco předseda strany Jisra'el Bejtejnu, Avigdor Lieberman byl jmenován ministrem národní infrastruktury. Poté, co byl Zeevi 17. října 2001 zavražděn, jeho ministerský post zaujal Binjamin Elon (Moledet), zatímco předsedou strany se stal Lieberman.
Před volbami do Knesetu v roce 2003 se strana Cherut – Národní hnutí rozhodla, že bude kandidovat samostatně. Národní jednota ve volbách získala 7 křesel a byla pozvána Arielem Šaronem do koalice, v níž byly strany Likud, Šinuj, Národní náboženská strana a Jisra'el BaAlija. Elon byl jmenován ministrem cestovního ruchu a Lieberman ministrem dopravy.
Strana opustila Šaronovu koalici po jednostranném stažení se z Pásma Gazy (Disengagement plan) (také proto, že poslanec za stranu Tekuma, Cvi Hendel, žil v osadě Guš Katif, která se nacházela v Gaze). Nicméně Národní jednota byla podpořena příchodem strany Achi (známé také pod názvem Obnovená náboženská národní sionistická strana), která se oddělila od Národní náboženské strany, která se rozhodla setrvat v koalici. Po stažení se z Gazy strana přijala oranžovou barvu za barvu strany, jelikož právě oranžová barva byla barvou odpůrců tohoto stažení.
V roce 2005 koalici opustila strana Jisra'el Bejtejnu a ve volbách v roce 2006 kandidovala samostatně. Krátce před volbami se Národní náboženská strana rozhodla ve volbách kandidovat s Národní jednotou. Ve volbách tato koalice získala 9 křesel, z čehož 6 připadlo Národní jednotě.
V roce 2013 strana zanikla sloučením.